# Saint-Mars-Vieux-Maisons
Saint-Mars-Vieux-Maisons is een gemeente in het Franse departement Seine-et-Marne (regio Île-de-France) en telt 270 inwoners (2005). De plaats maakt deel uit van het arrondissement Provins.

## Geografie
De oppervlakte van Saint-Mars-Vieux-Maisons bedraagt 19,4 km², de bevolkingsdichtheid is 13,9 inwoners per km².
De onderstaande kaart toont de ligging van Saint-Mars-Vieux-Maisons met de belangrijkste infrastructuur en aangrenzende gemeenten.

## Demografie
Onderstaande figuur toont het verloop van het inwonertal (bron: INSEE-tellingen).

1. ↑  Populations de référence 2022.